# Fesmy-le-Sart
Fesmy-le-Sart es una comuna francesa, situada en el departamento de Aisne, de la región de Alta Francia.

## Geografía
Fesmy-le-Sart está ubicada al norte del departamento, a 16 km al noroeste de Vervins.

## Demografía
| 640 | 625 | 555 | 509 | 485 | 463 | 479 | 497 |
| Para los censos de 1962 a 1999 la población legal corresponde a la población sin duplicidades (Fuente: INSEE [Consultar]) |     |     |     |     |     |     |     |